# Reinga grossa
Reinga grossa là một loài nhện trong họ Amphinectidae. Loài này phân bố ở New Zealand.